# Белан, Роман Васильевич
Рома́н Васильевич Бела́н (1 (14) октября 1906 года, село Галица, Нежинский уезд, Черниговская губерния, Российская империя — 13 октября 1982, Москва, РСФСР, СССР) — советский хозяйственный деятель. Лауреат двух Сталинских премий второй степени.

## Биография
Окончил Киевский политехнический институт в 1931 году по специальности коксохимик-металлург. Работал на металлургических заводах (Керчь, Запорожье). Директор КМК имени И. В. Сталина (с 2003 года — Новокузнецкий металлургический комбинат) в 1939—1953 гг. Под руководством Белана Кузнецкий металлургический комбинат во время войны осваивал новые марки стали и проката. Член ВКП(б). Именем Белана названа улица в Новокузнецке. С 1953 года — начальник Главка чёрной металлургии. В 1957—1982 годах работал в Госплане СССР. Депутат Совета Союза Верховного Совета СССР 1—3 созывов (1 созыв — Запорожский избирательный округ, 2 и 3 созывы — Сталинский избирательный округ).
Умер 13 октября 1982 года в Москве.

## Награды и премии
- четыре ордена Ленина (26.03.1939; 10.04.1943; 31.03.1945; 03.04.1952)
- орден Октябрьской революции (14.10.1976)
- орден Кутузова I степени (13.09.1945)
- орден Трудового Красного Знамени (1941)
- медаль «За доблестный труд в Великой Отечественной войне 1941—1945 гг.»
- Сталинская премия второй степени (1947) — за разработку и внедрение скоростного метода реконструкции доменных печей
- Сталинская премия второй степени (1950) — за коренные усовершенствования управления методов производством и технологии на КМК имени И. В. Сталина, обеспечившие высокую производительность и экономичную работу
- Почётный гражданин Кемеровской области.

## Статьи о нём
- Top industriralist USSR. // Life, 1948, 9 august.

## Интересные факты
- При Белане Сталинск (ныне — Новокузнецк) получил возможность принять институт усовершенствования врачей.
- Существует легенда, что именно усилиями Р. В. Белана область стала не Сталинской, а Кемеровской.

## Сочинения
Белан Р. В., Денисенко И. М. Перспективы развития чёрной металлургии СССР. — М.: Экономиздат, 1962. — 189 с.